# شريان بظري عميق
شريان بظري عميق هو فرع من شريان فرجي غائر.